# Brooke Shields

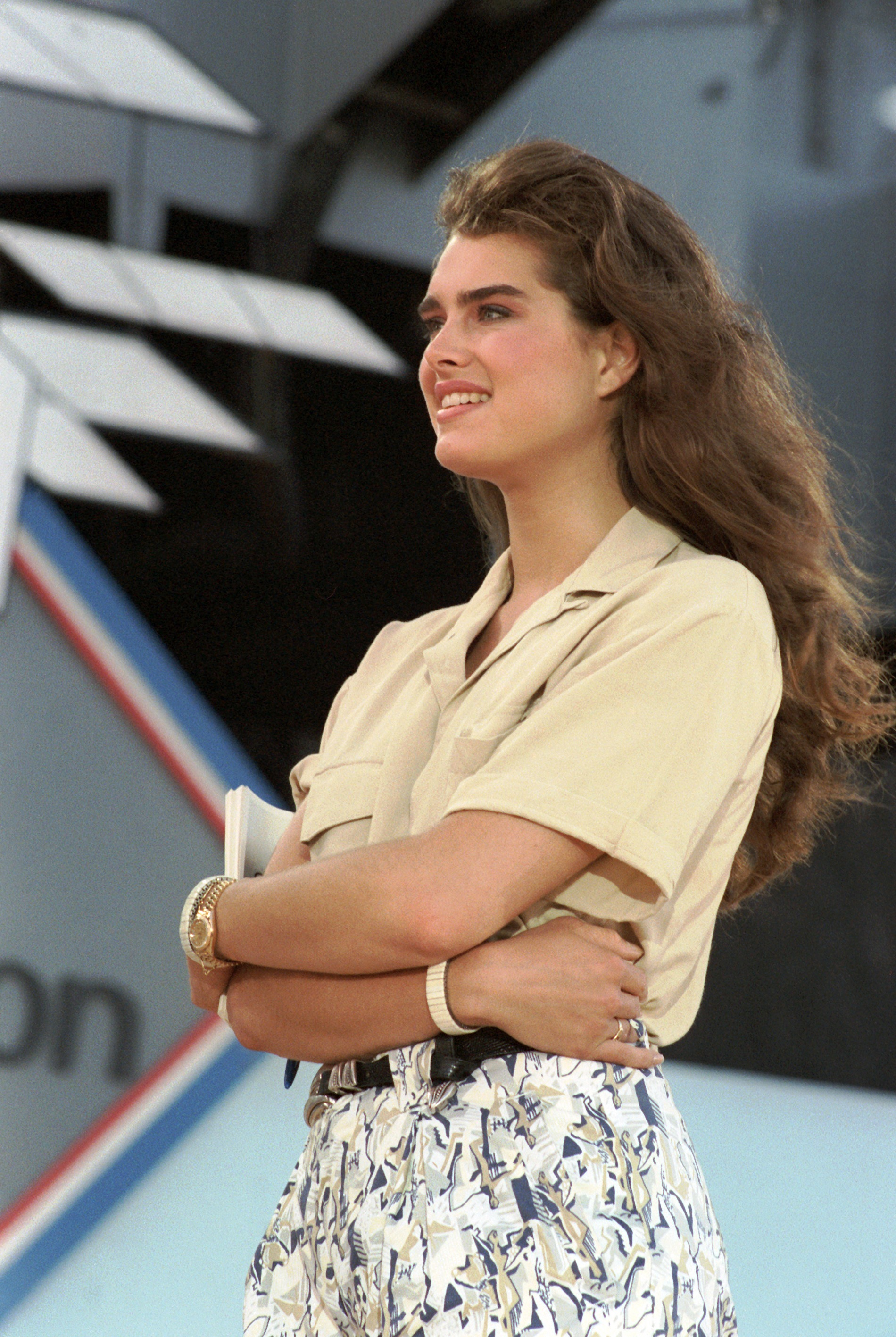
Brooke Shields, 1986.

Brooke Christa Shields, född 31 maj 1965 i New York, är en amerikansk skådespelare och fotomodell. 

## Karriär
Brooke Shields började arbeta som fotomodell redan när hon var 11 månader gammal. Hon började även sin skådespelarbana redan som barn. År 1978 spelade hon en 12-årig prostituerad i Pretty Baby, något som var kontroversiellt. Hennes andra stora barnroll var som "Emmeline" i Den blå lagunen (1980), där hon tillsammans med "Richard" (Christopher Atkins) som skeppsbrutna upplever den första hisnande tonårskärleken på en paradisö. I början av 1980-talet var hon som 14-åring den yngsta modell som varit på ett Vogueomslag. Samma år gjorde hon reklam för Calvin Klein-jeans med frasen "You want to know what comes between me and my Calvins? Nothing." (Vill du veta vad som kommer mellan mig och mina Calvins. Ingenting.)
Hon har efter millennieskiftet mest haft roller i TV-serier och TV-filmer, Shields genombrott i TV-världen kom 1996-2000 med huvudrollen i de 93 avsnitten av serien Kära Susan, en roll som två gånger renderade henne en Golden Globe-nominering. Från år 2008 har hon en av huvudrollerna i dramakomediserien Lipstick Jungle. Hon har belönats för sina skådespelarinsatser tio gånger, och fem av dessa priser är People's Choice Awards, USA. Hon har även spelat mamma till Miley Stewart (Miley Cyrus) i tv-serien Hannah Montana.

## Privatliv
Brooke Shields är dotter till affärsmannen Francis Alexander Shields och skådespelerskan Teri Shields, född Schmonn. Brooke Shields är av italiensk härkomst genom sin farmor. Hennes farfar var tennisspelaren Frank Shields. Shields var gift med tennisspelaren Andre Agassi från 1997 till 1999. Sedan 2001 är hon gift med Chris Henchy. De har två barn, födda 2003 och 2006. När Shields fick sitt första barn drabbades hon av förlossningsdepression, vilket hon har skrivit om i den självbiografiska boken När regnet faller: Min väg ut ur förlossningsdepression (Down Came the Rain: My journey through postpartum depression). Detta ledde också till en omskriven dispyt med förre motspelaren Tom Cruise, som kritiserade henne för att ha uttalat sig för antidepressiva läkemedel.
När Brooke Shields var tretton år gammal lärde hon känna popartisten Michael Jackson. På 1990-talet gjorde hon Michael Jackson sällskap på fester och bröllop som hans officiella date, och i en intervju med Oprah Winfrey 1993 sade Michael Jackson att de hade en relation. Men många var skeptiska och trodde inte att de var ett verkligt par. I ett tal på Michael Jacksons begravning i juli 2009 beskrev Brooke Shields deras relation som en vänskapsrelation. 
I det amerikanska TV-programmet för kända personers släktforskning, Vem tror du att du är? (i SVT 2010) visade det sig att Brooke Shields var i rakt nedstigande led släkt med grundaren av Italiens och Vatikanens främsta bankrörelse på sin tid (ätten Torlonia), och dessutom en lång rad av de kända franska kungarna och deras familjer fram till Franska Revolutionen. Hon sade sig då förstå varför hon valde att studera fransk litteraturhistoria på universitetet, och varför hon alltid haft en sådan dragning till Frankrike.
Brooke Shields är 183 cm lång och vegetarian.
Låten Pretty Baby på new wave-gruppen Blondies album Parallel Lines från 1978 handlar om Brooke Shields (Källa: TV-dokumentären Blondie: New York and the Making of Parallel Lines 2013).

## Filmografi (urval)
- 1978 – Pretty Baby
- 1978 – Zigenarkungen
- 1979 – Tilt
- 1980 – Den blå lagunen
- 1980 – Freeway
- 1981 – Kärlek utan gräns
- 1983 – Sahara
- 1984 – Mupparna på Manhattan
- 1989 – Brenda Starr - Stjärnreportern
- 1989 – Cannonball Run 3
- 1992 – Quantum Leap (TV-serie) (1 avsnitt)
- 1993 – Röster från andra sidan graven (TV-serie) (1 avsnitt)
- 1993 – Simpsons (TV-serie) (röstroll som sig själv, 1 avsnitt)
- 1996–2000 – Kära Susan (TV-serie) (93 avsnitt)
- 1996 – Vänner (TV-serie) (1 avsnitt)
- 2000 – After Sex
- 2001 – Just Shoot Me! (TV-serie) (1 avsnitt)
- 2002 – Widows (TV-serie) (4 avsnitt)
- 2004 – That 70's show (TV-serie) (7 avsnitt)
- 2005 – Entourage (TV-serie) (som sig själv, 1 avsnitt)
- 2006 – Nip/Tuck (TV-serie) (3 avsnitt)
- 2006 – Law & Order: Criminal Intent (TV-serie) (1 avsnitt)
- 2007 – 2 1/2 män (TV-serie) (1 avsnitt)
- 2007–2009 – Hannah Montana (TV-serie) (3 avsnitt)
- 2007 – The Batman (TV-serie) (röstroll, 1 avsnitt)
- 2008–2009 – Lipstick Jungle (TV-serie) (20 avsnitt)
- 2009 – Hannah Montana: The Movie (okrediterad)
- 2010 – Varning för vilda djur
- 2013 – Army Wives (TV-serie) (3 avsnitt)
- 2016 – Scream Queens (TV-serie) (1 avsnitt)
- 2017–2018 – Law & Order: Special Victims Unit (TV-serie) (5 avsnitt)
- 2018–2019 – Jane the Virgin (TV-serie) (12 avsnitt)
- 2020 – 9-1-1 (TV-serie) (1 avsnitt)
- 2024 – Mother of the Bride